# Mastczoh (dystrykt)
Mastczoh (tadż. Ноҳияи Мастчоҳ, pers. ناحیۀ مستچاه) - dystrykt w północnej części wilajetu sogdyjskiego w Tadżykistanie, graniczący na północy z Uzbekistanem. Jego stolicą jest miasto Buston. Populacja: 97 600 (2008).

## Podział administracyjny
Dystrykt dzieli się na 7 dżamoatów:
- Awzikent
- Mastczoch
- Obburdon
- Paldorak
- Takeli
- Buston
- Kuruksoi